# Beau Brummell
George Bryan Brummell, conocido como Beau Brummell («el bello Brummell»; Londres, 7 de junio de 1778 – Caen, 30 de marzo de 1840), fue el caballero dandi, árbitro de la moda en la Inglaterra de la Regencia y amigo del príncipe Regente, que accedió al trono en 1820 como Jorge IV.

## Inicios
Su abuelo fue tendero en la parroquia de Saint James. Su padre fue secretario privado de lord North y, después, gobernador de Berkshire, cargo en el que atesoró una fortuna considerable. Desde sus primeros años de vida se interesó grandemente por la moda, y en especial por sus propios atuendos. Con doce años fue enviado a Eton, donde se hizo popular y fue llamado «Buck Brummell». Allí conoció al hombre que marcaría su destino, el futuro rey Jorge IV. Estudió posteriormente en Oxford donde, a su reputación como hombre a la moda, añadió otra como ingenioso y de lengua afilada. Regresó a Londres e inició una intensa vida social, profundizando su amistad con el príncipe de Gales. Ingresó en el ejército, donde ascendió al grado de capitán. Decidió abandonarlo porque no le permitía cumplir con sus múltiples obligaciones sociales. Con veintiún años heredó 30 000 libras al fallecer su padre. Con el apoyo del príncipe de Gales y con la inmensa fortuna heredada, inició la extraña carrera que perfeccionó como un arte.

## Auge

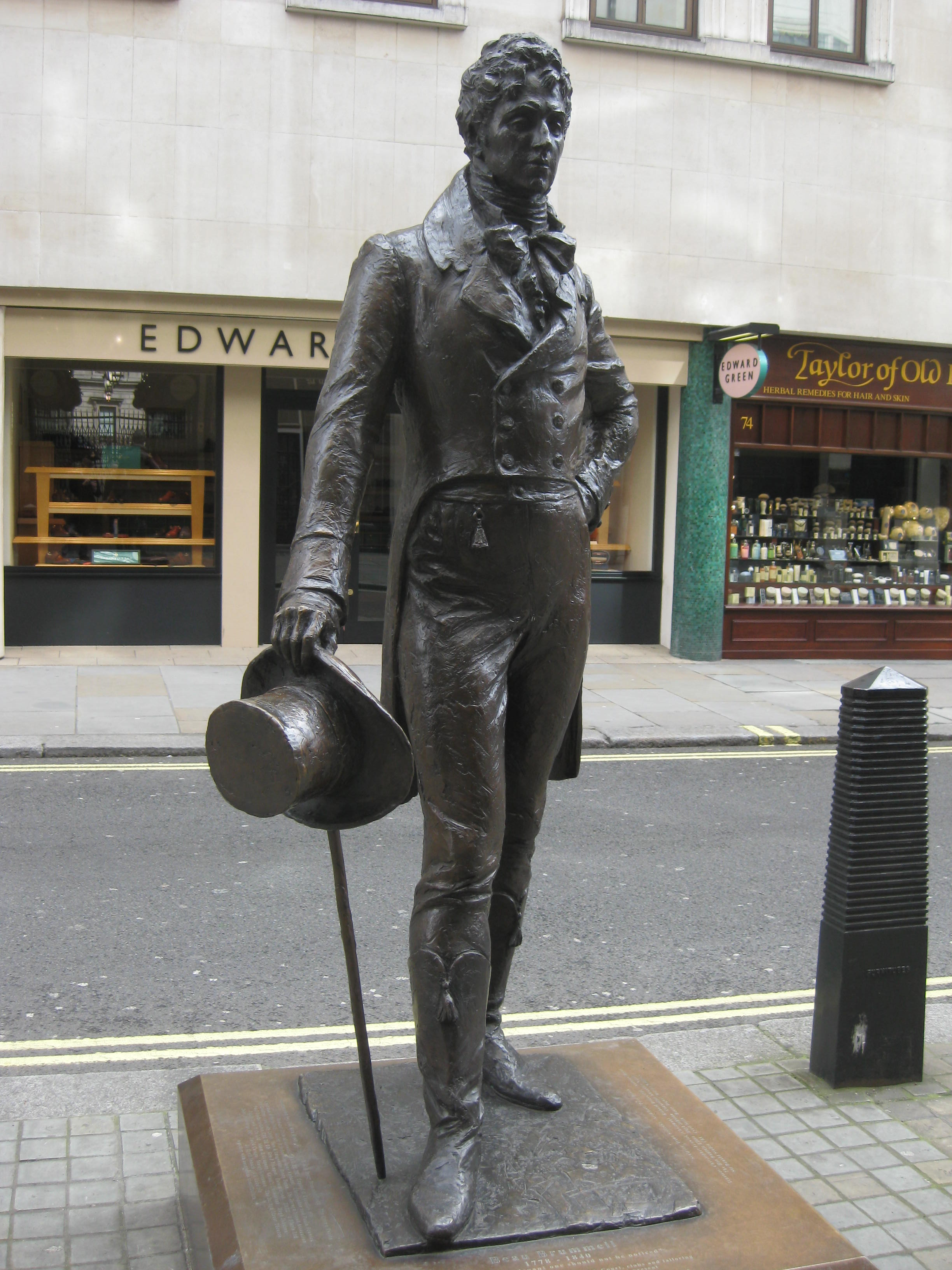
Estatua de Beau Brummell situada en Jermyn Street, Londres. Obra de Irena Sedlecka.

Beau Brummell empezó así una brillante carrera como ministro de la moda y el gusto. La nobleza, los poderosos y las mujeres bellas se rendían ante sus dictados. Era un dandi, un exhibicionista, un ingenioso, verdaderamente original, que no dudó un solo instante de su buen gusto por las ropas, ni del deseo de imponer ese gusto a los demás, ni de dejar de gastar parte de su fortuna en su ropa. El retrato que le hizo John Cock lo muestra en la cumbre de su gloria y de su arte. Abogó por la higiene personal sin falta y se bañaba diariamente, como Cleopatra, en una bañera repleta de leche.
A Brummell se le atribuye la creación del traje moderno de caballero vestido con corbata o algún tipo de pañuelo anudado al cuello; también el haberlo puesto de moda.[cita requerida] Este traje se viste ahora en casi todo el mundo en ocasiones formales y de negocios.[cita requerida]
El regente-príncipe de Gales tartamudeó cuando Brummell le dijo que no le gustaba el corte de chaqueta de cola. En un baile, la parte posterior del vestido de la duquesa de Rutland ofendía su buen gusto. La hizo retirarse, ayudada por sus lacayos. Nunca trabajó. Ser dandi es una profesión de tiempo completo.
Nada más lejos de su mente las ropas con líneas y excéntricas o colores histéricos. Aspiraba al difícil y quizás imposible arte de pasar notoriamente desapercibido («conspicuosly inconspicuous»). Pudo haberlo logrado alguna noche, o tal vez algunos momentos, durante su vida, que vivió como un sueño.

## Relación con Jorge IV
Jorge IV fue conocido en su juventud como Prinny, y era también un dandi. Asumió el trono después de ser el Regente durante varios años, tras ser declarado su padre, el rey, legalmente incapaz. Vano y egocéntrico, mandó a construir un salón de banquetes en Brighton (Royal Pavilion), que con su delirante decoración oriental competía con cualquiera en el mundo. Jorge IV servía comidas pantagruélicas de hasta más de cien platos: comía hasta hartarse y, ahíto, se hacía sangrar por sus médicos «para evitar la congestión».
El rey era obeso, caprichoso, dilapidador, adicto a dar bailes y cenas, mujeriego compulsivo, hiperbólico en su tendencia a autoadornarse; aparecía en sus fiestas empolvado y con el pelo rizado. Vestía de satén rosa, con la chaqueta adornada de abalorios y con el sombrero saturado de lentejuelas. Brummell trató de ordenar esa exuberancia. Se hicieron amigos íntimos. El príncipe lo colocó, en pago, en la mejor sociedad londinense. Soportó todas las insolencias de Brummell, e incluso las aplaudió; al fin, como era de esperar, se pelearon. En un acto social, Brummell se dirigió a su acompañante y realizó un comentario refiriéndose al príncipe: «¿Quién es ese gordo amigo tuyo?», le preguntó. Fue su suicidio social.

## La caída

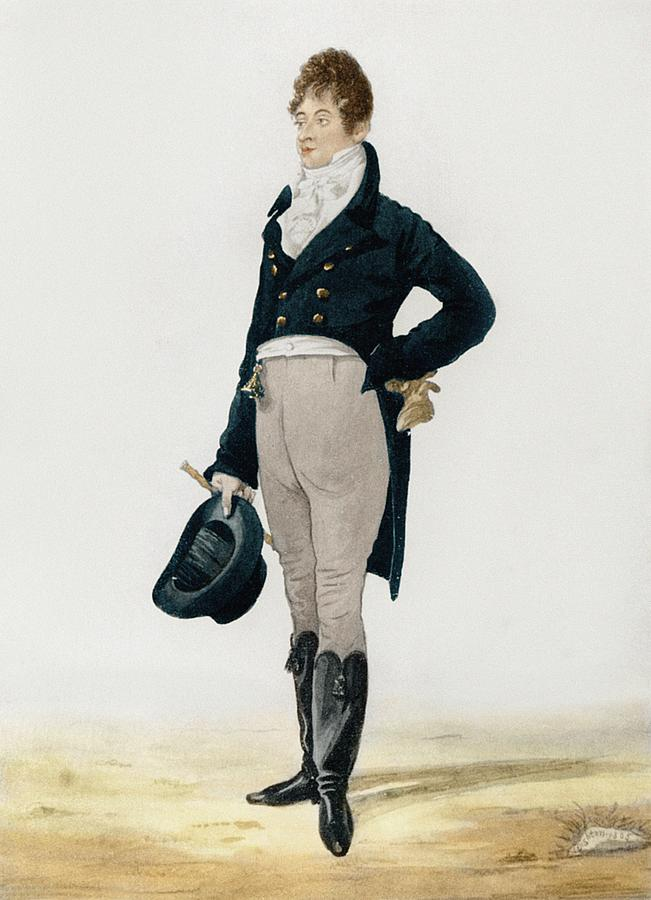
Caricatura de Brummell, de 1805.

Al final, la fortuna de Brummell no fue capaz de soportar tan desenfrenado tren de vida, pues se había acostumbrado a las costosas diversiones de sus amigos de la aristocracia pese a que el propio Brummell no tenía la riqueza que aparentaba. Con treinta y ocho años perdió tanto su fortuna como el favor del rey y los acreedores comenzaron a acosar su casa. Brummell no salía de su casa sino de noche, ya que de día ésta se encontraba rodeada de una turbamulta de zapateros, joyeros, sastres, hacedores de botas y comerciantes de vinos. En 1816, con treinta y ocho años y para evitar la prisión de deudores, pues debía decenas de miles de libras, huyó a Calais (Francia). Normalmente, las deudas de juego de Brummell, consideradas como «deudas de honor», se pagaban de forma inmediata. La excepción a esto fue su apuesta final, que data de marzo de 1815 en el libro de apuestas de White's, que está marcado como «no pagada, 20 de enero de 1816».
Brummell vivió el resto de su vida en el exilio francés, pasando diez años en Calais sin un pasaporte oficial. Allí trató de vestir con un mínimo decoro, pero su ruina era ya completa y fue al fin a la cárcel de deudores en Francia. 
Tras un tiempo en prisión, y ya muerto Jorge IV fue nombrado cónsul británico en Caen gracias a la influencia de lord Alvanley, segundo barón Alvanley y del marqués de Worcester, ya en el reinado de Guillermo IV. Esto le proporcionó una pequeña renta anual, pero tal nombramiento duró dos años apenas, pues Brummell recomendó que el Foreign Office aboliera el consulado en Caen, con la esperanza de ser trasladado a una posición con mejor paga en otro lugar. El consulado fue abolido, pero Brummell no recibió algún otro cargo. 
Rápidamente, Brummell se quedó sin dinero y acabó de nuevo en la prisión por deudas, donde lo llevaron sus acreedores franceses de Calais. Sólo la caritativa intervención de sus amigos en Gran Bretaña le proporcionó cierto alivio para dejar la cárcel. Dejó de vestirse, bañarse y afeitarse; de noche, en el mísero cuarto de la pensión, organizaba simulacros de las grandes cenas que había vivido en su juventud. Después de dos apoplejías de origen sifilítico, Beau Brummell murió sin dinero y enloquecido por la sífilis en el asilo de caridad pública del Bon Saveur en Caen en 1840, a los 61 años, de los que había pasado 24 en el exilio.